# 弗里蒙特镇区 (艾奥瓦州约翰逊县)
弗里蒙特鎮區（英語：Fremont Township）是位於美國愛荷華州約翰遜縣的一個行政鎮區。

## 地方資料
根據2010年美國人口普查的數據，弗里蒙特鎮區的面積為109.57平方千米，當中陸地面積為108.53平方千米，而水域面積為1.04平方千米。當地共有人口1743人，而人口密度為每平方千米15.91人。